# Chris Totten
Chris Totten (ur. 5 grudnia 1998 w Wishaw) – szkocki zawodowy snookerzysta, który grał zawodowo w latach 2017–2019 i powrócił do World Snooker Tour w 2024 roku.

## Kariera
Podobnie jak czterokrotny mistrz świata John Higgins, Chris Totten urodził się w Wishaw i dorastał w sąsiednim Newmains. Zaczął grać w snookera w wieku 10 lat, a już w wieku 12 lat był jednym z najlepszych młodych graczy w swoim kraju. W swoim pierwszym roku jako zawodnik U14 dotarł do finałów pięciu z sześciu turniejów i wygrał trzy z nich. Kilka dni po swoich 14. urodzinach po raz pierwszy wziął udział w Scottish Open, turnieju Snooker Main Tour, otwartym dla amatorów. W kolejnym sezonie wziął udział w dwóch kolejnych turniejach PTC na kontynencie i świętował swoje pierwsze zwycięstwo w rundzie amatorskiej. Od 2015 roku bierze również udział w międzynarodowych mistrzostwach juniorów i dotarł do 1/8 finału Mistrzostw Europy U-21 . W kolejnym roku przegrał na Mistrzostwach Europy U-18, również w 1/8 finału, z późniejszym finalistą Jacksonem Pagem. W pozostałych turniejach, w tym w Mistrzostwach Europy Seniorów, znalazł się w gronie najlepszych 32 zawodników. W maju 2016 roku został najmłodszym graczem po Stephenie Hendrym, który wygrał Scottish Amateur Championship,
W 2016 roku Totten próbował dostać się do profesjonalnej trasy poprzez Q School, ale bardzo wcześnie na obu turniejach spotkał byłych zawodowców Lü Haotiana i Alexandra Ursenbachera i w obu odpadł. W kolejnym sezonie zakwalifikował się do jednej z dwóch dzikich kart na Scottish Open, gdzie przegrał 4–2 z Dominikiem Dalem. Podczas drużynowych mistrzostw Wysp Brytyjskich, był częścią czteroosobowej drużyny, która po 13 latach przywróciła tytuł Szkocji. Dotarł do półfinału Mistrzostw Świata U-18 . Wiosną 2017 roku, mając 18 lat, dotarł do finału Mistrzostw Europy, pokonując m.in. Kacpra Filipiaka i Jamiego Rhysa Clarke’a i zdobył tytuł pokonując Andresa Petrova 7-3. Dało mu to również kwalifikację do dwóch kolejnych sezonów Main Tour. Zdobył także miejsce na Mistrzostwach Świata, gdzie rywalizował z Benem Woollastonem i przegrał 4-10.
Jednakże młodemu Szkotowi nie udało się w kolejnych dwóch latach wywalczyć sobie pozycji w zawodowym tourze. Przeszedł przez rundy kwalifikacyjne tylko w jednym na pięć turniejów i był w stanie zdobyć punkty do światowego rankingu snookera. Nigdy nie przeszedł przez ostatnie 32 — zwykle drugą rundę głównej drabinki — a nawet to zdarzyło się tylko w Scottish Open 2017 i Northern Ireland Open 2018. W rezultacie zawsze zajmował niskie miejsca w światowym rankingu. Zajmując 84. miejsce w trakcie sezonu, zakończył dwuletni sezon na 100. pozycji. Ponieważ było to zdecydowanie za mało, aby zakwalifikować się do kolejnego sezonu, stracił także status zawodowca. Choć zaraz potem próbował szczęścia w Q School 2019, to i ta próba zakończyła się niepowodzeniem. W kolejnych latach, naznaczonych pandemią COVID-19, brał już tylko sporadyczny udział w dużych turniejach amatorskich. Chociaż na arenie międzynarodowej odniósł niewielki sukces, poza występem w 1/8 finału turnieju WSF Open 2020, to pod koniec 2021 roku zdobył swój drugi tytuł mistrzowski na szczeblu szkockim.
W kolejnych latach Totten próbował ponownie zakwalifikować się do profesjonalnej trasy poprzez Q School, ale bez większego powodzenia. Jego najlepszym wynikiem w drugim turnieju w 2022 roku był awans do półfinału grupy, w którym przegrał 2-4 z Zhao Jianbo . W sezonie 2023/24 wziął udział w Q Tour, gdzie zajął 16. miejsce i zakwalifikował się tym samym do play-offów. Trzej zwycięzcy otrzymali dwuletnie pozwolenie na start w World Snooker Tour, chociaż Totten przegrał swój pierwszy mecz z Julianem Bojko. Zaledwie kilka miesięcy później wziął udział ponownie w Q School, gdzie dotarł do finału swojego pierwszego turnieju, po zwycięstwach nad Luke'iem Simmondsem i Farakhem Ajaibem, w którym przegrał nieznacznie 3-4 z Allanem Taylorem. Potwierdził ten wynik w drugim turnieju, w którym pokonał m.in. Seana Maddocksa i Dylana Emery'ego, a w finale pokonał Lewisa Ullaha 4-2. Dało mu to kwalifikacje do sezonu 2024/25 i 2025/26 w zawodowym tourze.

## Występy w turniejach w karierze
| Ranking                    | [ i ]         | [ ii ]        | 84            | [ i ]         | [ ii ]        | 83            |
| Ranking tournaments        |               |               |               |               |               |               |
| Championship League        | nierankingowy | nierankingowy | nierankingowy | RR            | RR            | RR            |
| Saudi Arabia Masters       | nie rozegrano | nie rozegrano | nie rozegrano | nie rozegrano | 2R            |               |
| Wuhan Open                 | nie rozegrano | nie rozegrano | nie rozegrano | A             | LQ            | LQ            |
| English Open               | A             | 1R            | 1R            | A             | LQ            |               |
| British Open               | nie rozegrano | nie rozegrano | nie rozegrano | A             | LQ            | LQ            |
| Xi'an Grand Prix           | nie rozegrano | nie rozegrano | nie rozegrano | nie rozegrano | LQ            |               |
| Northern Ireland Open      | A             | 1R            | 3R            | A             | LQ            |               |
| International Championship | A             | LQ            | LQ            | A             | LQ            |               |
| UK Championship            | A             | 1R            | 1R            | A             | LQ            |               |
| Shoot Out                  | A             | 1R            | 1R            | A             | 1R            |               |
| Scottish Open              | 1R            | 3R            | 1R            | A             | LQ            |               |
| German Masters             | A             | LQ            | LQ            | A             | LQ            |               |
| World Grand Prix           | DNQ           | DNQ           | DNQ           | DNQ           | DNQ           |               |
| Players Championship       | DNQ           | DNQ           | DNQ           | DNQ           | DNQ           |               |
| Welsh Open                 | A             | 1R            | 1R            | A             | LQ            |               |
| World Open                 | A             | LQ            | LQ            | A             | WD            |               |
| Tour Championship          | nie rozegrano | nie rozegrano | DNQ           | DNQ           | DNQ           |               |
| World Championship         | LQ            | LQ            | LQ            | A             | LQ            |               |
| Former ranking tournaments |               |               |               |               |               |               |
| Shanghai Masters           | A             | 1R            | nierankingowy | nierankingowy | nierankingowy | nierankingowy |
| Riga Masters               | A             | LQ            | LQ            | nie rozegrano | nie rozegrano | nie rozegrano |
| Paul Hunter Classic        | A             | 1R            | WD            | nie rozegrano | nie rozegrano | nie rozegrano |
| China Championship         | NR            | LQ            | LQ            | nie rozegrano | nie rozegrano | nie rozegrano |
| Indian Open                | A             | LQ            | LQ            | nie rozegrano | nie rozegrano | nie rozegrano |
| Gibraltar Open             | A             | 1R            | WD            | nie rozegrano | nie rozegrano | nie rozegrano |
| China Open                 | A             | 1R            | LQ            | nie rozegrano | nie rozegrano | nie rozegrano |
| European Masters           | A             | LQ            | 1R            | A             | nie rozegrano | nie rozegrano |

1. 1 2  Był amatorem.
2. 1 2  Nowi gracze w Tourze nie mają rankingu.

| Legenda tabeli wyników              | Legenda tabeli wyników       | Legenda tabeli wyników                     | Legenda tabeli wyników                                                              | Legenda tabeli wyników                     | Legenda tabeli wyników                     |
| ----------------------------------- | ---------------------------- | ------------------------------------------ | ----------------------------------------------------------------------------------- | ------------------------------------------ | ------------------------------------------ |
| LQ                                  | odpadnięcie w kwalifikacjach | #R                                         | odpadnięcie we wczesnej fazie turnieju (WR = runda dzikich kart, RR = faza grupowa) | QF                                         | przegrana w ćwierćfinale                   |
| SF                                  | przegrana w półfinale        | F                                          | przegrana w finale                                                                  | W                                          | zwycięstwo                                 |
| DNQ                                 | nie zakwalifikował/a się     | A                                          | nie brał/a udziału                                                                  | WD                                         | zrezygnował/a w trakcie turnieju           |
| Legenda oznaczeń w tabelach wyników |                              |                                            |                                                                                     |                                            |                                            |
| NH / Nie roz.                       | NH / Nie roz.                | Turniej nie odbył się.                     | Turniej nie odbył się.                                                              | Turniej nie odbył się.                     | Turniej nie odbył się.                     |
| NR / Nie-rank.                      | NR / Nie-rank.               | Turniej nie był zaliczany jako rankingowy. | Turniej nie był zaliczany jako rankingowy.                                          | Turniej nie był zaliczany jako rankingowy. | Turniej nie był zaliczany jako rankingowy. |
| R / Rank.                           | R / Rank.                    | Turniej był zaliczany jako rankingowy.     | Turniej był zaliczany jako rankingowy.                                              | Turniej był zaliczany jako rankingowy.     | Turniej był zaliczany jako rankingowy.     |
| MR / Minor-Rank.                    | MR / Minor-Rank.             | Turniej był zaliczany jako minor ranking.  | Turniej był zaliczany jako minor ranking.                                           | Turniej był zaliczany jako minor ranking.  | Turniej był zaliczany jako minor ranking.  |